# Planets Under Attack
Planets under Attack — компьютерная игра компании Targem Games. Жанр игры — космическая стратегия в реальном времени.
Игра выходит на нескольких платформах: PC, PS3, XBOX 360, Xbox one, Mac.

## Сюжет игры
Игра развивается от лица главного героя — Мистера Гудмэна. Он — амбициозный человек, погрязший в долгах. Чтобы решить финансовые проблемы, он пытается стать самым успешным торговцем во вселенной.
Геймплей игры сосредоточен за захвате и удержании планет.
Так же, по ходу игры необходимо выполнять различные задачи, от захвата определенного вида планет до удержания доминирующей позиции в течение некоторого срока.
В игре представлены различные типы планет, как у роботов, так и у людей:
Метрополия: Планеты с населением. Только на этом типе планет оно растет. Аналогично у роботов, данные типы планет производят роботов. Так же, представленный тип планет имеет решающее значение для увеличения количества кораблей у игрока.

Космическая крепость: Это планета, население которой не растет. Однако данный тип планет оснащен вооружением и ведет стрельбу по всем объектам, попадающим в обозначенный радиус. Космическая крепость — самый мощный вид планет. Имеется как у людей. так и у роботов.

Банковская планета: Эта планета, подобно предыдущей, не увеличивает количество кораблей, но она имеет решающее значение для пополнения бюджета игрока. Аналог у роботов — Электростанция. Данная планет вырабатывает главный ресурс — электричество.
В игре также имеются два дополнительных вида планет, которые не заселены ни людьми, ни роботами.
Планета налоговиков: Данная планета принадлежит подобию налоговой службы, которой игрок на регулярной основе отдает часть ресурсов. Планета налоговиков доступна только в режиме Расплата.

Планета пришельцев: На планете пришельцев отложены яйца инопланетян, которые со временем созревают и создают армию врагов. Доступна в режиме Дезинсектор, а также в некоторых других режимах время от времени.
В игре для того, чтобы атаковать планету противника необходимо иметь достаточное количество денег.

## Особенности игры
- Динамичные уровни в виде планетарных систем.
- Графика в мультипликационном стиле, представленная 4 визуальными сеттингами.
- Интуитивно понятный интерфейс игры.
- Кампания, состоящая из 32 уровней, предполагающая различные режимы игры.
- В игре представлены две расы с уникальным дизайном и дополнительными расовыми возможностями.
- 15 многопользовательских уровней, в которые можно играть с другими пользователями или против компьютера.
- Многопользовательская игра на 4 игроков онлайн или на одной игровой системе.
- Во всех режимах игры есть возможность объединяться в команды с друзьями или с искусственным интеллектом.
- Любая комбинация из 4 игроков — будь то 1 против 3, 2 на 2 и т. д. — может изменять общий опыт.

## Отзывы и продажи
| Сводный рейтинг | Сводный рейтинг          |
| Агрегатор       | Оценка                   |
| --------------- | ------------------------ |
| Metacritic      | 68/100 (X360, 6 обзоров) |

Игра получила смешанные отзывы. На сайте-агрегаторе Metacritic средняя оценка игры составляет 68 из 100 на основе 6 обзоров для платформы Xbox 360.
Летом 2018 года, благодаря уязвимости в защите Steam Web API, стало известно, что точное количество пользователей сервиса Steam, которые играли в игру хотя бы один раз, составляет 325 744 человека.